# Osteoporosis
La osteoporosis es una enfermedad esquelética caracterizada por un adelgazamiento del hueso (pérdida de masa ósea), acompañada de un deterioro de la microarquitectura del tejido óseo que compromete su resistencia, produciendo una mayor fragilidad de los huesos y un aumento del riesgo de fracturas. Los huesos más comprometidos son, especialmente, los de la columna vertebral y la cadera, aunque cualquier hueso puede verse afectado. Como principal factor de riesgo para sufrir fracturas por fragilidad ósea, lo cual aumenta con la edad, es un problema importante de salud pública que tiene repercusiones sociales, sanitarias y económicas indudables; pero sobre todo provoca dolor, limitación funcional y alteración severa en la calidad de vida de las personas.
La OMS la define en mujeres como una densidad mineral ósea (DMO) menor o igual de 2,5 desviaciones estándar por debajo de la masa ósea promedio de personas sanas de 20 años, medida por densitometría ósea. La DMO se mide mediante una prueba médica que se llama densitometría ósea.
Dado que la pérdida ósea ocurre sin síntomas, la osteoporosis a menudo se considera una "enfermedad silenciosa" que puede presentarse en mujeres y varones y que aumenta con la edad. A medida que se deteriora el tejido óseo y se produce una alteración de la arquitectura ósea, el hueso se debilita tanto que un golpe o una caída relativamente menor provoca una fractura o la rotura de una vértebra. Es decir, las manifestaciones clínicas de la osteoporosis aparecen como consecuencia de sus complicaciones: las fracturas. Sin embargo, existe el error extendido de considerar que la pérdida de masa ósea provoca dolores musculoesqueléticos. Las mujeres son más susceptibles de sufrir  las consecuencias (fracturas) de esta enfermedad, debido a que ante la deficiencia de calcio en la alimentación, asociados a la deficiencia de vitamina D, durante el embarazo y la lactancia, el organismo acude a las reservas de calcio que hay en el hueso, lo cual es la causa de la pérdida gradual de masa ósea. Por eso su aparición es posterior y con más frecuencia en mujeres amenorreicas o posmenopáusicas, quienes además tienen una disminución de la producción de estrógenos por los ovarios y otras carencias hormonales que afectarían el metabolismo en el hueso.
Los factores que aumentan el riesgo de presentar osteoporosis son la deficiencia principalmente de calcio y vitamina D por malnutrición, la vida sedentaria o la falta de actividad física y el consumo de tabaco y alcohol. Se han reportado otras causas secundarias como la enfermedad celíaca, la gammapatía monoclonal de significado incierto, la insuficiencia renal, la diabetes mellitus y la acidosis tubular renal. La osteoporosis puede ser un síntoma de un síndrome de activación mastocitaria (MCAS). 
La mejor estrategia para el tratamiento de la osteoporosis es la prevención. El hueso, o tejido óseo, es un tejido vivo muy dinámico a lo largo de toda la vida, que se forma (osificación), crece y se remodela (recambio óseo) constantemente. Para estos procesos (formación, crecimiento y remodelación), importantes para la integridad o fortaleza del hueso, intervienen actividades hormonales, ciertos nutrientes (calcio, fósforo, magnesio, vitamina D, vitamina K) y actividad física; por lo que se los reconoce como factores que juegan un papel importante en la prevención y el tratamiento de la osteoporosis. Hay que conseguir una buena DMO y mantenerla durante toda la vida. Para eso hay que lograr una formación óptima de los huesos en los más jóvenes y evitar después la pérdida de masa ósea en la edad adulta y la vejez. Para alcanzar estos objetivos, son necesarios: 
1. Una alimentación que provea los nutrientes imprescindibles para la formación, el crecimiento y mantenimiento de los huesos. Es importante garantizar el consumo de las necesidades o requerimientos mínimos diarios (Valores Diarios, VD, en paréntesis para adultos y niños mayores o iguales de 4 años) de calcio (1300 mg/día), fósforo (1250 mg/día), magnesio (420 mg/día) y vitamina D (20 mcg/día u 800 UI/día), por medio de la alimentación normal (consumir diariamente los alimentos que contienen estos nutrientes) o la suplementación.
2. Ejercicio físico adecuado para cada edad.
3. Actividad frecuente al aire libre, que asegure una exposición solar prudente para síntesis de vitamina D en la piel, pero evitando una sobre-exposición, por los riesgos que tiene sobre la salud de la piel.

## Clasificación

### Según su etiología

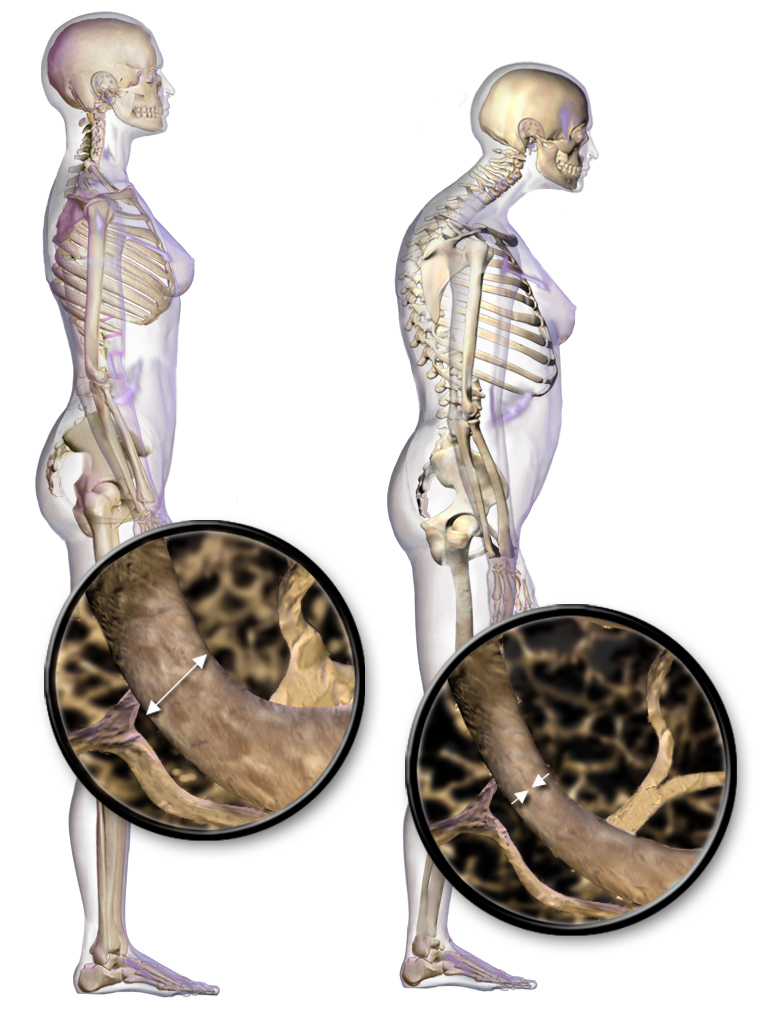
Osteoporosis.

Atendiendo a las causas que la producen, la osteoporosis puede clasificarse en primaria o involutiva y secundaria.

#### Primaria o involutiva
Se trata del tipo más frecuente de osteoporosis. Este diagnóstico se establece cuando, tras evaluar al paciente, no se encuentra la causa que la provoca.
A su vez, la osteoporosis primaria puede categorizarse como juvenil, postmenopáusica, relacionada con la edad e idiopática.

#### Secundaria
Se diagnostica osteoporosis secundaria cuando la pérdida de masa ósea es causada por otra enfermedad o por el uso de fármacos en particular.
Las fracturas se dan con mayor frecuencia en los huesos de la cadera, las vértebras de la columna vertebral y los huesos de la muñeca. Las fracturas vertebrales pueden ocasionar pérdida de altura y deformidad de la caja torácica.

### Según la pérdida de masa ósea
Dependiendo de los resultados que se obtengan en la densitometría ósea, puede realizarse la siguiente clasificación:
- Normal. Cuando la densidad mineral ósea es superior a -1 desviación estándar en la escala T.
- Osteopenia. Cuando la densidad mineral ósea se encuentra entre -1 y -2,5 desviaciones estándar en la escala T. La osteopenia no se incluye dentro de la osteoporosis y en general no precisa tratamiento con fármacos.
- Osteoporosis. Si la densidad mineral ósea es inferior a -2,5 desviaciones estándar en la escala T.
- Osteoporosis establecida. Cuando existe osteoporosis y ésta ha ocasionado una fractura.

La escala T hace referencia a la media de densidad ósea de la población sana del mismo sexo y 20 años de edad.

## Epidemiología
La osteoporosis y sus complicaciones relacionadas son uno de los principales problemas de salud en todo el mundo. Se estima que la osteoporosis afecta a unos 200 millones de mujeres en todo el mundo y es una causa importante de morbilidad y mortalidad. El 54 % de las mujeres blancas posmenopáusicas son osteopénicas y el 30 % son osteoporóticas, y a la edad de 80 años, el 27 % de las mujeres son osteopénicas y el 70 % son osteoporóticas. Se informa que aproximadamente el 40 % de las mujeres blancas de EE. UU. Y el 13 % de los hombres blancos estadounidenses de 50 años experimental al menos una fractura por fragilidad en su vida. Se estima que 1 de cada 3 mujeres y 1 de cada 12 hombres de más de 50 años sufren de osteoporosis. Y es responsable de millones de fracturas anualmente, en muchas de las cuales se involucran las vértebras lumbares.

## Etiología
Los huesos están sometidos a un remodelado continuo mediante procesos de formación y reabsorción, también sirven como reservorio de calcio del organismo. A partir de los 35 años se inicia la pérdida de masa ósea. Múltiples enfermedades o hábitos de vida sedentarios pueden incrementar la pérdida de hueso ocasionando osteoporosis a una edad más precoz.
Los tres principales mecanismos que provoca la osteoporosis son:
- Falta de masa ósea suficiente durante el proceso de crecimiento.
- Resorción (pérdida) excesiva de hueso mediada por los osteoclastos.
- Formación inadecuada de hueso nuevo por los osteoblastos durante el proceso continuo de renovación ósea.

La menopausia es la causa principal de osteoporosis en las mujeres, debido a la disminución de los niveles de estrógenos. La pérdida de estrógenos por la menopausia fisiológica o por la extirpación quirúrgica de los ovarios, ocasiona una rápida pérdida de hueso. Las mujeres, especialmente las caucásicas y asiáticas, tienen una menor masa ósea que los hombres. La pérdida de hueso ocasiona una menor resistencia del mismo, lo que conduce fácilmente a fracturas de la muñeca, columna y cadera.
No obstante, hay un número considerable de causas de osteoporosis a cualquier edad que no suelen ser reconocidas ni valoradas, pero que se pueden identificar si se somete al paciente a una evaluación apropiada. Entre ellas, las más comunes son la enfermedad celíaca sin reconocer ni diagnosticar, debido a que cursa frecuentemente sin síntomas digestivos o asintomática y con pruebas analíticas de anticuerpos negativas; la sensibilidad al gluten no celíaca sin tratamiento; la gammapatía monoclonal de significado incierto; la insuficiencia renal; la diabetes mellitus; y la acidosis tubular renal. En las personas con enfermedad celíaca o sensibilidad al gluten no celíaca sin diagnosticar ni tratar con la dieta sin gluten, las causas tanto de la osteoporosis como de la osteopenia no se limitan a posibles carencias nutricionales, sino que pueden ser debidas a procesos inflamatorios o autoinmunes, en los que el consumo de gluten provoca el desarrollo de autoanticuerpos que atacan a los huesos.
Las causas de osteoporosis secundaria se pueden dividir en varios grupos: endocrinológicas, gastrointestinales, por medicamentos, debidas a amenorrea, por procesos tumorales malignos y otras.
- Endocrinológicas: hipertiroidismo, hiperparatiroidismo, síndrome de Cushing, diabetes tipo 1, enfermedad de Addison, sarcoidosis, hipogonadismo, gigantismo.
- Gastrointestinales: enfermedad celíaca, colitis ulcerosa, enfermedad de Crohn, enfermedad hepática grave (especialmente cirrosis biliar primaria), gastrectomía.
- Fármacos: los más frecuentemente implicados son corticoides, sales de litio y anticonvulsivantes.
- Procesos tumorales malignos: mieloma múltiple, metástasis en hueso de otros tumores.
- Otras: malnutrición por anorexia nerviosa, resecciones intestinales, alcoholismo, insuficiencia renal crónica, artritis reumatoide, inmovilización prolongada, otras causas de amenorrea.

## Cuadro clínico
La osteoporosis no provoca síntomas. Por este motivo se la ha denominado la “epidemia silenciosa”.
No obstante, está extendido el error de considerar que la pérdida de masa ósea provoca dolores musculoesqueléticos; con frecuencia, los  pacientes son derivados al especialista por este motivo con la sospecha de osteoporosis, especialmente mujeres premenopáusicas o en los primeros años de la menopausia.
Las principales manifestaciones clínicas de la osteoporosis se deben a sus complicaciones: las fracturas, que se producen principalmente en columna vertebral, muñeca y cadera. Son causadas por un traumatismo menor, como una simple caída. Por ello se denominan fracturas por fragilidad. Suelen clasificarse de modo general como vertebrales y no vertebrales. Producen los mismos síntomas que el resto de fracturas en la misma localización: se acompañan de dolor, impotencia funcional y deformidad.
La fractura vertebral es la más prevalente. Puede ser consecuencia de un esfuerzo al cargar peso o agacharse, pero también puede no haber motivo aparente. Típicamente, provoca dolor agudo, que aumenta con los movimientos y disminuye con el reposo; la intensidad del dolor suele disminuir a partir de las 2-3 primeras semanas y desaparece al cabo de 2-3 meses. Sin embargo, cerca de dos tercios de las fracturas vertebrales no provocan síntomas y sólo pueden comprobarse mediante una radiografía de columna lumbar o dorsal. En algunos pacientes, como consecuencia de las alteraciones estructurales de la columna, puede desarrollarse una inestabilidad de la columna, con contracturas musculares y tensión ligamentosa, lo que puede provocar dolores crónicos.
La fractura más grave es la de cadera, generalmente como consecuencia de  una caída. Aunque no hay datos que lo confirmen, se ha extendido la creencia popular de que como consecuencia de una osteoporosis importante, el paciente se fractura la cadera estando de pie y que después se cae.

## Diagnóstico

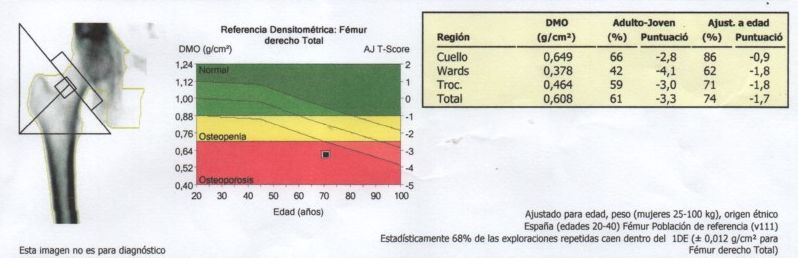
Densitometría ósea mostrando una osteoporosis de cuello de fémur en una mujer de 70 años.

La osteoporosis se diagnostica mediante una prueba denominada densitometría ósea, que mide la cantidad de masa ósea del esqueleto.
Su  medición se realiza habitualmente a nivel del esqueleto central (columna vertebral y/o cuello del fémur) mediante equipos de radiología concretos (densitometría radiológica dual- DXA). En el caso de que no pueda medirse el esqueleto central debido a la existencia de artrosis avanzada, fracturas o prótesis que invalidarían el resultado, la densitometría puede realizarse en dichos casos en el antebrazo, o en el talón con otros equipos (DXA de medida periférica o ultrasonometría cuantitativa).
Para evaluar las posibles causas secundarias de osteoporosis, se realizan pruebas básicas y complementarias; estas últimas, en función de la sospecha clínica:
Pruebas básicas
- Historia clínica.
- Hemograma completo.
- Bioquímica completa, incluyendo niveles séricos de calcio, fósforo, electrolitos, fosfatasa alcalina y creatinina.
- Niveles séricos de hidroxi-vitamina D3 y TSH.
- Electroforesis de proteínas en suero.

Pruebas complementarias
- Niveles séricos de parathormona, fosfatasa alcalina específica del hueso, prolactina e inmunoglobulinas.
- Inmunoelectroforesis.
- Anticuerpos de enfermedad celíaca.
- Marcadores bioquímicos de remodelamiento óseo (propéptido C-terminal del protocolágeno tipo I).
- Niveles séricos de T4 libre y cortisol plasmático en ayunas.
- 1,25-dihidroxivitamina D.
- Orina de 24 horas para la determinación de calcio, fosfato y aclaramiento de creatinina.
- Biopsia duodenal (para detectar la presencia de una posible enfermedad celíaca, que suele cursar con anticuerpos negativos en sangre en niños mayores y adultos).
- Factor de crecimiento insulínico tipo 1 (en los casos de anorexia y diabetes).
- Factor de crecimiento fibroblástico 23.
- Biopsias óseas.

## Tratamiento
El primer paso antes de recomendar un tratamiento es evaluar al paciente para determinar si se trata de una osteoporosis primaria o secundaria, con el fin de detectar las enfermedades que la provocan, algunas de las cuales suelen pasar desapercibidas. Si se trata de manera adecuada la enfermedad causante y la baja densidad ósea para la edad persiste, el tratamiento dependerá de la dinámica de los huesos.
Las pautas generales se basan en recomendar una cantidad adecuada de calcio en la dieta, la práctica de ejercicio físico y el empleo de medicamentos que contribuyan al mantenimiento o aumento de la masa ósea. Los principales fármacos que se utilizan son las sales de calcio solas o asociadas a vitamina D, bifosfonatos, ranelato de estroncio, raloxifeno, teriparatida, denosumab, calcitonina y tratamiento hormonal con estrógenos. Los bifosfonatos constituyen el grupo de fármacos más empleado, dentro de esta familia de medicamentos se encuentra el ácido alendrónico (alendronato), risedronato e ibandronato.

### Dieta, suplementos de calcio y vitamina D
El calcio es necesario para hacer posible el crecimiento óseo, la reparación ósea y mantener la fortaleza del hueso y es un aspecto del tratamiento de la osteoporosis. Las recomendaciones de ingesta de calcio varían dependiendo del país y de la edad; para individuos con alto riesgo de osteoporosis mayores de 50 años, la cantidad recomendada por las Agencias de Salud de EE. UU. es de 1200 mg por día. Los suplementos cálcicos se pueden usar para incrementar la ingesta dietaria, y su absorción se optimiza tomando en varias y pequeñas (500 mg o menos) dosificaciones durante el día. El rol del calcio en prevenir y tratar la osteoporosis no está claro —algunas poblaciones con extremadamente bajas ingestas de calcio tienen bajas tasas de fractura ósea, y otros con mucha ingesta de calcio a través tanto de leche como de sus derivados tienen mucha fractura de huesos—. Otros factores, como la ingesta de proteínas, sal, vitamina D, ejercicio, exposición al sol, también influyen en la mineralización ósea, haciendo de la ingesta de calcio, un factor entre muchos en el desarrollo de la osteoporosis.
Algunos estudios muestran que una gran ingesta de vitamina D reduce el número de fracturas, sin embargo, otras investigaciones no han confirmado estas conclusiones, por lo que este aspecto del tratamiento es motivo de debate. Para una absorción eficaz de vitamina D, debemos tener en cuenta varios factores dietéticos. Todos ellos deben ser consumidos en el mismo espacio y tiempo que la propia vitamina D. Es decir, si en el primer plato del almuerzo hay alguna fuente de vitamina D, hay que evitar consumir alguno de los siguientes compuestos: fitatos, presentes en cereales integrales, legumbres, nueces y semillas y oxalatos, presentes en espinacas, remolacha y cacao. Además, algunos estudios determinan que una dieta hipocalórica se asocia con un déficit vitamínico, especialmente de la vitamina D. 
Existen otros nutrientes además del calcio y de la vitamina D que pueden ser clave en la prevención y tratamiento de la osteoporosis. Uno de ellos es el magnesio, que favorece la formación ósea y mejora la calidad ósea. Por otra parte, los ácidos grasos omega 3 favorecen el remodelado óseo al reducir la inflamación, disminuye la resorción ósea y estimula la formación de nuevo tejido óseo. Finalmente, el fósforo juega un papel clave en la actividad de los osteoblastos, ya que estos utilizan este mineral para formar hidroxiapatita, el mineral que le da resistencia y estructura al hueso. 
Las dietas veganas pueden provocar importantes carencias nutricionales, entre las que se incluyen el calcio y la vitamina D. Los veganos suelen presentar baja masa ósea. El estudio prospectivo europeo sobre cáncer y nutrición (EPIC) (publicado en el 2007) concluye que los veganos tienen un riesgo de fracturas óseas un 30 % mayor que quienes consumen carne, pescado y que los vegetarianos, probablemente debido a su considerable menor consumo promedio de calcio, si bien aquellos que consumen cantidades adecuadas de este mineral presentan el mismo riesgo de fractura que la población general. Los riesgos de carencias nutricionales y consecuencias graves sobre la salud son especialmente importantes durante el embarazo, en los bebés y en los niños. Estas deficiencias solo pueden ser prevenidas mediante la elección de alimentos fortificados o la toma regular de suplementos dietéticos, para lo cual es esencial una educación y evaluación personalizada por parte de los profesionales en nutrición. Tanto padres como adolescentes pueden carecer de los conocimientos necesarios para una correcta planificación de la dieta vegana.

### Ejercicio físico
Múltiples estudios confirman que mantenerse en el peso ideal y realizar periódicamente ejercicio físico aeróbico o ejercicios de resistencia, pueden mantener o incrementar la densidad ósea (DO) en mujeres posmenopáusicas. Muchos investigadores han evaluado qué tipos de ejercicio son los más efectivos en mejorar la DO y otras mediciones de la calidad ósea, sin embargo, los resultados varían. Un año de ejercicios regulares logra incrementar la densidad ósea y el momento de inercia de la tibia proximal en mujeres normales potmenopáusicas. Caminatas, entrenamiento gimnástico, stepping, saltos, resistencia, y ejercicios de fuerza, resultan en un significativo incremento de las densidades óseas de la segunda a la cuarta vértebras lumbares en mujeres osteopénicas posmenopáusicas. Otros beneficios del ejercicio físico incluyen mejoras en el equilibrio y reducción en el riesgo de caídas.

### Bifosfonatos
En osteoporosis confirmadas, este grupo de fármacos pertenecen a la primera línea de tratamiento y son los más utilizados y los que disponen de mayor experiencia de uso. Los más empleados son el ácido alendrónico 10 mg por día o 70 mg a la semana, ácido risedrónico 5 mg/día o 35 mg /semana, ácido ibandrónico 150 mg una vez al mes, o ácido zoledrónico 5 mg una vez al año por vía intravenosa.
La osteoporosis está provocada por la disminución del tejido que forma al hueso, tanto de las proteínas que constituyen su matriz o estructura como de las sales minerales de calcio que contiene. Como consecuencia de ello, el hueso es menos resistente y más frágil de lo normal.
Los bifosfonatos orales presentan una absorción relativamente baja, no debe ingerirse alimentos o líquidos en los 30 minutos siguientes a su administración. Pueden producir efectos secundarios como esofagitis y en raras ocasiones osteonecrosis del maxilar. El ácido zoledrónico que se administra una vez al año por vía intravenosa no presenta los problemas de intolerancia oral, pero causa con frecuencia como efecto secundario un cuadro postadministración de dolores articulares y fiebre que no reviste gravedad.

### Teriparatida
La teriparatida es un análogo de la hormona paratiroidea humana que está constituido por una secuencia de 34 aminoácidos que corresponden al fragmento activo de la hormona natural. Es por lo tanto un medicamento formador de hueso nuevo y está indicado en el tratamiento de la osteoporosis.
Se utiliza principalmente en pacientes con osteoporosis establecida y antecedentes de fractura, con una masa ósea particularmente baja, o con varios factores de riesgo de fracturas. Se administra una inyección diaria de 20 microgramos por vía subcutánea. En algunos países únicamente está autorizada su utilización, si los bifosfonatos no han sido eficaces o están contraindicados. La teriparatida está contraindicada en diversas circunstancias, como el embarazo, la enfermedad de Paget, el hiperparatiroidismo y los tumores malignos que afectan al hueso.

### Ranelato de estroncio
El ranelato de estroncio oral es una alternativa de tratamiento oral. Es eficaz en la prevención de fractura vertebral, pero no de la fractura de cadera. Actúa estimulando la proliferación de osteoblastos e inhibiendo la proliferación de osteoclastos.
Se administra por vía oral a una dosis de 2 g diarios. No tiene los efectos secundarios de los bifosfonatos, pues no provoca síntomas gástricos ni esofágicos. Sin embargo, se ha comprobado que provoca un incremento en el riesgo de tromboembolismo venoso y puede ocasionar reacciones dermatológicas graves. Su uso aún no está autorizado en los Estados Unidos.

### Reemplazo hormonal
- Estrógenos. Aunque se sabe que el tratamiento con estrógenos es efectivo para detener la pérdida de contenido mineral del hueso en la mujer a partir de la menopausia, su administración como tratamiento de la osteoporosis no está recomendada en la actualidad, debido a la posibilidad de efectos secundarios graves y existir otras alternativas más seguras. Por ello la terapia estrogénica o terapia hormonal de la menopausia no se debe emplear para el tratamiento de la osteoporosis.[48][49][50]
- Testosterona. En hombres hipogonadales, la administración de testosterona mejora la cantidad y calidad ósea, sin embargo no existen estudios sobre sus efectos en reducción de fracturas o en hombres con un nivel normal de testosterona.[51]

### Raloxifeno
El raloxifeno es un modulador selectivo de los receptores estrogénicos. Los medicamentos de este grupo terapéutico se unen a los receptores estrogénicos de las células, simulando la actividad de los estrógenos en ciertos tejidos. El raloxifeno actúa sobre el hueso donde disminuye la reabsorción ósea de los osteoclastos y hace más improbable que se produzca una fractura vertebral, sin embargo no afecta a la incidencia de fractura de cadera.

### Denosumab
El denosumab es un medicamento que pertenece al grupo de los anticuerpos monoclonales. En junio del 2010 su utilización fue aprobada en Estados Unidos por la FDA para ser empleado en el tratamiento de la osteoporosis en mujeres posmenopáusicas con alto riesgo de fracturas. Su mecanismo de acción se basa en la unión a un receptor celular llamado RANKL, impidiendo su activación, lo que ocasiona una inhibición en la formación de osteoclastos y en su funcionalidad. Los osteoclastos son células que están implicadas en la pérdida de masa ósea y por lo tanto favorecen la aparición de fracturas.

## Pronóstico
| Categoría OMS | 50-64 años | > 64 años | Total |
| ------------- | ---------- | --------- | ----- |
| Normal        | 5,3        | 9,4       | 6,6   |
| Osteopenia    | 11,4       | 19,6      | 15,7  |
| Osteoporosis  | 22,4       | 46,6      | 40,6  |

Los pacientes con osteoporosis tienen una tasa de mortalidad aumentada debido a la mayor probabilidad de que se produzcan fracturas. La mayor tasa de mortalidad asociada a la osteoporosis está relacionada con la fractura de cadera, con una mortalidad aproximada del 13,5 % a los seis meses de producirse y del 20-30 % durante el primer año, lo que significa que el riesgo de muerte aumenta de 2 a 10 veces por encima de lo esperado en la población de similares características. Las causas de muerte son diversas y en numerosos casos no está relacionada directamente con la fractura.
Las repercusiones de una fractura de cadera no se limitan a su tratamiento hospitalario, sino al deterioro de la calidad de vida por la discapacidad residual. Pueden ocasionar disminución de la movilidad y el desarrollo de diversas complicaciones, como trombosis venosa profunda, tromboembolismo pulmonar y neumonía. Al menos el 13 % de las personas que la sufren necesitan ayuda permanente para poder desplazarse.
Las fracturas vertebrales tienen menor impacto sobre la mortalidad que las de cadera, pero pueden dar lugar a deformidades y ocasionar dolor crónico difícil de controlar. Las fracturas vertebrales múltiples pueden conducir a grave lordosis y cifosis de la columna vertebral, y el consiguiente aumento de presión sobre los órganos internos puede disminuir la capacidad respiratoria.
Las fracturas osteoporóticas se asocian pues, en general, con una disminución de la calidad de vida.